# 金田一孝介
金田一 孝介（きんだいち こうすけ、1989年8月29日 - ）は、日本の総合格闘家。愛知県一宮市出身。2009年9月のプロデビュー以降、修斗、パンクラス、BreakingDownなどに出場。

## 略歴
3歳の時にPRIDEを知り、「全世界で一番強い人間を決める」といった世界観に憧れるようになる。18歳のころに上京し、総合格闘技を始める。
2009年9月に修斗に出場し、総合格闘家としてプロデビュー。2011年9月の試合を最後に7年間活動停止し、2018年5月に格闘技イベント「Legion Japan」で復帰。同年7月よりパンクラスに出場し、松岡嵩志にKO勝利、冨樫健一郎に判定勝利し、パンクラスのライト級1位にランクされる。2021年12月に林源平に判定勝利し、同試合までに7連勝を記録し、パンクラスで5戦全勝。
2024年1月に朝倉未来のYouTubeチャンネルで公開されたBreakingDownのオーディションに参加し、大相撲元小結・千代大龍である明月院秀政との対戦が決定。このカードについて朝倉は「これは僕が当初からブレイキングダウンのコンセプトにあった、異種格闘技戦みたいな試合を組めたんじゃないですかね」「化け物と化け物の対決。刃牙の世界観です。いうまでもなく楽しみな試合。体重差70キロ近い」と話した。同年2月に開催された「BreakingDown11」でBreakingDownに初出場し、明月院と無差別級キックルールで対戦。明月院の攻撃を躱しながらパンチを当て続け、判定5-0で勝利。
2024年3月に開催された「BreakingDown11.5」で北九州の喧嘩自慢である松井健と無差別級キックルールで対戦し、右アッパーからの左右ラッシュで1回KO勝利。この対戦は、「BreakingDown11」で炎上騒動を起こした松井の制裁マッチとして決定していた。同年6月に開催された「BreakingDown12」では殴られ屋ウルスと無差別級キックルールで対戦し、確実に有効打を重ねて延長判定5-0で勝利。
2025年1月に開催された「BreakingDown14.5」で行われたBreakingDownとDEEPの対抗戦に大将として出場し、SAINTと1分3ラウンド・ヘビー級95.0kg以下契約のキックルールで対戦。1回にSAINT優勢の状態から2回、3回で手数を増やして盛り返し、判定3-0で勝利。これによりBreakingDownが3勝2敗でDEEPに勝ち越し、対抗戦で勝利となった。勝利者マイクでは「僕、77kgまで落ちるんで、やりたい人はBreakingDownまで対抗戦で来てください」と語った。
2025年5月に開催された「BreakingDown15.5」でMAX吉田とヘビー級MMAルールで対戦し、右フックで倒れた吉田にパウンド。判定2-0で勝利したが、BreakingDown代表の朝倉は「ヘビー級のMMAは面白くないですね」と苦言を呈していた。
2025年8月1日に「RIZIN.51」の追加カード発表会見でチャートゥ・バンビロールと100キロ契約のMMAルールで対戦することが発表された。

## 戦績

### プロ総合格闘技
| 総合格闘技 戦績 | 総合格闘技 戦績 | 総合格闘技 戦績 | 総合格闘技 戦績 | 総合格闘技 戦績 | 総合格闘技 戦績 | 総合格闘技 戦績 |
| --------------- | --------------- | --------------- | --------------- | --------------- | --------------- | --------------- |
| 15 試合         | (T)KO           | 一本            | 判定            | その他          | 引き分け        | 無効試合        |
| 11 勝           | 4               | 3               | 4               | 0               | 2               | 0               |
| 2 敗            | 0               | 0               | 2               | 0               | 2               | 0               |

| 勝敗 | 対戦相手                 | 試合結果                          | 大会名                                                                    | 開催年月日     |
|      | チャートゥ・バンビロール | 試合前                            | RIZIN.51                                                                  | 2025年9月28日  |
| ○    | 林源平                   | 5分3R終了 判定3-0                 | PANCRASE 325                                                              | 2021年12月12日 |
| ○    | 冨樫健一郎               | 5分3R終了 判定2-1                 | PANCRASE 320                                                              | 2020年12月13日 |
| ○    | 松岡嵩志                 | 1R 2:59 KO（右フック）            | PANCRASE 301                                                              | 2018年11月25日 |
| ○    | 上田厚志                 | 2R 0:18 TKO（スタンドパンチ連打） | PANCRASE 299                                                              | 2018年9月9日   |
| ○    | 鈴木道場長               | 3分3R終了 判定3-0                 | PANCRASE OSAKA                                                            | 2018年7月15日  |
| ○    | 西方喜代信               | 1R N/A リアネイキッドチョーク     | Legion Japan                                                              | 2018年5月13日  |
| ○    | 伊藤一宏                 | 2R 3:00 キムラロック              | 修斗                                                                      | 2011年9月23日  |
| ×    | 佐々木憂流迦             | 5分2R終了 判定0-3                 | 修斗 SHOOTOR’S LEGACY 03                                                  | 2011年7月18日  |
| △    | 門脇英基                 | 5分2R終了 判定1-0                 | 修斗                                                                      | 2011年4月10日  |
| ○    | 近野淳平                 | 5分2R終了 判定3-0                 | 修斗                                                                      | 2010年7月4日   |
| ×    | 齊藤曜                   | 5分2R終了 判定0-3                 | 修斗 SPIRIT 2010 Summer 【2010年度新人王決定トーナメント ライト級 2回戦】 | 2010年6月27日  |
| ○    | 丸井健一郎               | 2R 2:35 KO（膝蹴り）              | 修斗                                                                      | 2010年2月27日  |
| ○    | 大道将輝                 | 1R 2:49 腕ひしぎ十字固め          | 修斗                                                                      | 2009年11月29日 |
| ○    | 早坂利昭                 | 1R 4:49 TKO（パウンド）           | 修斗                                                                      | 2009年8月9日   |
| △    | 西野英樹                 | 5分2R終了 判定0-0                 | 修斗                                                                      | 2009年6月6日   |

### アマチュアキックボクシング
| 勝敗 | 対戦相手       | 試合結果                  | 大会名           | 開催年月日    |
| ○    | SAINT          | 1分3R終了 判定3-0         | BreakingDown14.5 | 2025年1月25日 |
| ○    | 殴られ屋ウルス | 1R+延長1R 判定5-0         | BreakingDown12   | 2024年6月2日  |
| ○    | 松井健         | 1R 0:13 TKO（パンチ連打） | BreakingDown11.5 | 2024年3月31日 |
| ○    | 明月院秀政     | 1分1R終了 判定5-0         | BreakingDown11   | 2024年2月18日 |

### アマチュア総合格闘技
| 勝敗 | 対戦相手 | 試合結果          | 大会名           | 開催年月日    |
| ○    | MAX吉田  | 1分1R終了 判定2-0 | BreakingDown15.5 | 2025年5月10日 |